# صلاح‌الدین ایوبی (فیلم)
صلاح‌الدین ایوبی فیلمی به کارگردانی حسن ساسان‌پور و نویسندگی حسن ساسان‌پور و تریا دورو محصول سال ۱۳۵۱ است.

## بازیگران
- جونیت آرکین
- کتایون
- جهانگیر غفاری
- شیرین صالح زاده
- چنگیز
- قاسمی
- شاهین سلحشور
- گرگین افراسیابی
- عبدالرحمان شادابی
- محمود فراهانی
- وحید